# Ciencia en el Antiguo Egipto
La ciencia en el Antiguo Egipto gozó de gran prestigio desde tiempo remotos. Es enormemente significativo el alto nivel que desarrolló esta civilización y la amplitud de conocimientos que llegaron a dominar. La tradición refleja que los hombres sabios de la antigua Grecia habían ido aprender a Egipto, en donde existía una ciencia venerable y un elevado nivel de conocimientos científicos, aunque mezclados algunas veces con prácticas mágicas.
Las ciencias en el Antiguo Egipto estaban dominadas por un saber empírico organizado por sacerdotes y registrado por cultos escribas. El conjunto de la población vivía al ritmo de las crecidas del Nilo, destructoras y generadoras de la riqueza del país, que necesitaban de un cálculo preciso para su previsión y la posterior restauración de los terrenos de cultivo tras las crecidas. Para ello los egipcios fueron capaces de idear una matemática práctica, útiles instrumentos de medida, eficaces herramientas y una tecnología que posibilitó organizar y realizar faraónicas obras de canalización y erigir monumentales construcciones.
En todo caso es necesario indicar que no existía una ciencia o método científico en el sentido moderno del término sino más bien un conjunto de reglas e instrumentos que se utilizaban de manera empírica, aunque muchos de sus logros no fueron superados por la cultura occidental hasta bien entrado el siglo XVII.

## Astronomía
Para los egipcios de la Antigüedad,el aspecto del cielo siempre revistió una significación mitológica y religiosa; sin embargo, las observaciones astronómicas no tenían una finalidad astrológica tan pronunciada en la civilización egipcia como en Mesopotamia.
La noche comenzaba con el crepúsculo y terminaba con el amanecer. Las doce estrellas que servían para la división de la noche en horas estaban asociadas a los « doce guardianes del cielo » encargados de acompañar a los faraones difuntos en su viaje nocturno con Ra, la divinidad solar. Contrariamente a su importancia en los decanos del zodiaco, las constelaciones no desempeñaban prácticamente ningún rol aquí. La representación más antigua del cielo estrellado ha sido encontrada pintada sobre la tabla inferior de un sarcófago de Asiut que data del Primer periodo intermedio de Egipto.
Los principios astronómicos fueron puestos a la disposición de los edificios sagrados, especialmente en las pirámides; pero no se han podido rescatar los métodos utilizados y existen diversas opiniones al respecto. Algunos documentos permiten profundizar sobre la Ciencia del Antiguo Egipto, más particularmente en lo que respecta a la medicina y las matemáticas. La astronomía egipcia se ha podido beneficiar de una mayor atención en vista de los numerosos monumentos que testimonian ritos funerarios asociados a la posición de las estrellas. Por tanto, esta profusión de documentos astrológicos, aunque devela ciertos aspectos complejos de la astronomía egipcia, no permite hacer conclusiones en toda su extensión, dado su rol estrictamente religioso, y existen lagunas sobre estos conocimientos.

## Matemática
La matemática egipcia es la matemática desarrollada en el Antiguo Egipto o escrita en las lenguas egipcias. Constituyeron la rama de la ciencia que más se desarrolló en el Antiguo Egipto. Desde el periodo helenístico, el griego sustituyó al egipcio como el lenguaje escrito de los escolares egipcios y desde ese momento las matemáticas egipcias se fundieron con las griegas y babilónicas para dar lugar a la matemática helénica. El estudio de las matemáticas en Egipto continuó más tarde bajo el influjo árabe como parte de las matemáticas islámicas, cuando el árabe se convirtió en el lenguaje escrito de los escolares egipcios.
El texto matemático más antiguo descubierto es el papiro de Moscú, que data del Imperio Medio de Egipto, hacia el 2000-1800 a. C. Como muchos textos antiguos, consiste en lo que hoy se llaman problemas con palabras o problemas con historia, que tienen la intención aparente de entretener. Se considera que uno de los problemas es de particular importancia porque ofrece un método para encontrar el volumen de un tronco: «Si te dicen: una pirámide truncada [de base cuadrada] de 6 de altura vertical, por 4 en la base [base inferior] y 2 en lo alto [base superior]. Haces el cuadrado de 4 y resulta 16. Doblas 4 y resulta 8. Haces el cuadrado de 2 y resulta 4. Sumas el 16, el 8 y el 4 y resulta 28. Tomas un tercio de 6 y resulta 2. Tomas 28 dos veces y resulta 56. Mira, es 56. Encontrarás lo correcto.» Otro conjunto de reglas presente en el papiro es para determinar el volumen de una esfera.
El papiro de Rhind (hacia 1650 a. C.) es otro texto matemático egipcio fundamental, un manual de instrucciones en aritmética y geometría. En resumen, proporciona fórmulas para calcular áreas y métodos para la multiplicación, división y trabajo con fracciones unitarias. También contiene pruebas de otros conocimientos matemáticos, incluyendo números compuestos y primos, media aritmética, geométrica y armónica, y una comprensión simple de la criba de Eratóstenes y la teoría de números perfectos (a saber, del número 6). El papiro también muestra cómo resolver ecuaciones lineales de primer orden, así como series aritméticas y series geométricas.
Además, tres elementos geométricos del papiro de Rhind sugieren los rudimentos de la geometría analítica: cómo obtener una aproximación de {\displaystyle \pi } con un error menor del 1%[cita requerida]; un antiguo intento de cuadrar el círculo; y el uso más antiguo conocido de un tipo de cotangente. El papiro también anuncia «Reglas para estudiar la naturaleza y para comprender todo lo que existe, todo misterio, todo secreto.»
Finalmente, el papiro de Berlín (hacia 1300 a. C.) muestra que los antiguos egipcios podían resolver una ecuación cuadrática.

## Geometría
Aparentemente, se basaban en la representación de un triángulo inscrito en un rectángulo para llegar a la conclusión: área = altura × base/2, y partían de este conocimiento para el cálculo de otras superficies como la del trapecio (Rhind, problema 52).
Geometría alude a "medir la tierra".
Sobre el origen de la geometría tenemos básicamente dos fuentes, Heródoto y Aristóteles, que coinciden en situarlo en la civilización egipcia, aunque pensando posiblemente en unas raíces mucho más antiguas. Heródoto afirma que la geometría se originó en Egipto, fruto de la necesidad práctica de medir los límites de las parcelas de terreno periódicamente inundadas por las aguas del Nilo.
Los agrimensores y constructores de pirámides trazaban líneas perpendiculares sobre el terreno, utilizando una cuerda de doce nudos equidistantes. Con este método dibujaban en el suelo triángulos rectángulos de lados 3, 4 y 5.
Al igual que la  aritmética, la geometría era una ciencia eminentemente práctica que ofrecía soluciones concretas a diversos problemas. Gran parte fue desarrollada por los  escribas, funcionarios instruidos y cultos del antiguo Egipto que recibían lecciones de cálculo y escritura. Registraban el nivel del río Nilo (nilómetros), la producción de las cosechas, su almacenamiento, realizaban censos de población y ganado, registros de importación y exportación, etc. La necesidad de volver a marcar los límites de los terrenos de cultivo al bajar el nivel del agua del Nilo, después de las inundaciones anuales, impulsó el desarrollo de la geometría y los instrumentos de medición para el cálculo de áreas, volúmenes e incluso del tiempo.
Los papiros de textos de matemática que han perdurado, destinados a la educación de los escribas, no dan justificación alguna de los métodos de cálculo empleados, limitándose a explicar las operaciones que hay que realizar. El Papiro de Ahmes y el Papiro de Moscú muestran conjuntos de métodos prácticos para obtener diversas áreas y volúmenes, destinados al aprendizaje de escribas. Es discutible si estos documentos implican profundos conocimientos o representan en cambio todo el conocimiento que los antiguos egipcios tenían sobre la geometría.

## Arquitectura
La arquitectura del Antiguo Egipto se caracteriza por crear un sistema constructivo en sus edificios monumentales, con el empleo de sillares tallados en grandes bloques, y sólidas columnas.
La arquitectura egipcia es conocida por sus monumentales construcciones en piedra, como templos, pirámides y obeliscos. Estas estructuras eran construidas para servir como tumbas, templos religiosos y edificios públicos. Los templos egipcios eran diseñados para honrar a los dioses y eran construidos con piedra caliza y granito.
Las construcciones más originales de la arquitectura egipcia monumental son los «complejos de las pirámides», los templos y las tumbas (mastabas, speos, hipogeos y cenotafios), cuya grandiosidad dependía de la clase social del personaje a enterrar. Las tumbas de varios faraones fueron construidas como pirámides y las mayores son las atribuidas a Seneferu, Keops y Kefrén. La única de las siete maravillas del Mundo Antiguo que aún perdura, la pirámide de Jufu, es un buen ejemplo del grado de perfeccionamiento alcanzado en las ciencias aplicadas.

## Medicina
La medicina egipcia es la medicina desarrollada en el Antiguo Egipto. Los médicos, sunu «los hombres de los que sufren o están enfermos», se educaban en escuelas especiales las casas de la vida, como las de Sais y Heliópolis. La medicina era gratuita y estaba vinculada a los templos. En ellas se realizaban los cuidados especiales a los enfermos y se formaba específicamente a médicos por medio de prácticas controladas por los sacerdotes, prácticas que luego aquellos ejercían con la clientela.
El conocimiento que tenemos sobre el tema proviene del contenido de diversos papiros: el papiro Edwin Smith, que es el documento quirúrgico más antiguo que se conoce, pues data del siglo XVII a. C. y transcribe conocimientos de una época anterior; el de Ebers, que es una recopilación de textos médicos; el de Lahun, que se refiere a ginecología; el de Hearst, que es un formulario médico práctico y el de Londres, que contiene numerosos encantamientos. También nos han llegado indicios de la medicina egipcia a través de las ostracas y de recetas copiadas y pegadas por los griegos. Concretamente Hesy-Ra, que vivió hacia el año 3000 a. C., es considerado el médico más antiguo que se conoce.
Los médicos egipcios clasificaron las enfermedades en: las de causas manifiestas, como los traumatismos, y las de causas desconocidas, atribuidas a los dioses o a espíritus malignos.
La higiene de los médicos y de la medicina egipcia, el baño corporal el aseo y buena presentación del médico, era tomada muy en cuenta por los pacientes y el gobierno.
El dios de la medicina egipcia, Imhotep, fue un personaje real divinizado de la tercera dinastía, Hesyra, que vivió hacia el año 3000 a. C., se cree era el médico más antiguo conocido.

## Química
La alquimia egipcia es conocida principalmente a través de los escritos de antiguos filósofos griegos, que a su vez han sobrevivido a menudo sólo en traducciones islámicas. Prácticamente no se ha conservado ningún documento egipcio original sobre la alquimia. Estos escritos, si existieron, probablemente se perdieron cuando el emperador Diocleciano ordenó la quema de libros alquímicos tras sofocar una revuelta en Alejandría (292), que había sido un centro de alquimia, y de ciencia en general.
No obstante, recientes expediciones arqueológicas han desenterrado evidencias de análisis químico durante los periodos Naqada. Por ejemplo, el proceso de curtir pieles animales ya se conocía en el VI milenio a. C., si bien posiblemente fuera descubierto por accidente.
Otras evidencias indican claramente que los primitivos alquimistas del antiguo Egipto habían inventado el mortero de cal ya en el 4000 a. C. y el vidrio en el 1500 a. C., y se fabricaban cosméticos, fayenza y también pez para la construcción naval. El papiro también había sido inventado en el 3000 a. C.
La farmacoterapia también sufrió un gran desarrollo en el antiguo Egipto, así lo demuestran tanto los papiros como el prestigio de Egipto como una de las zonas más ricas en fármacos de la Antigüedad.
Uno de los alquimistas egipcios más famosos era Marik Alu-Kurard. Lo llamaban sobre todo para fabricar piedras y fue el primero que propuso la idea de la piedra filosofal, lo que se relata en fragmentos de escritura encontrados en la tumba del rey Tutankamon.